# Cédric Paty
Pour les articles homonymes, voir Paty.
Cédric Paty, né le 25 juillet 1981 à Châtillon-sur-Seine, est un handballeur français, évoluant au poste d'ailier droit. Il est devenu champion olympique de handball lors des Jeux olympiques de Pékin 2008.

## Biographie
Il découvre le handball à 2 ans par l'intermédiaire de son père, professeur d'éducation physique au collège et au lycée, qui s'occupe de l'école de handball de Chatillon-sur-Seine. Toutefois, celui-ci ne lui accorde aucun passe-droit pour pratiquer son sport, désirant que son fils continue ses études. En parallèle de celles-ci, couronnée d'un diplôme européen de préparateur physique et du brevet d'état d'entraîneur, il franchit les différents étages du handball français.
En 2006, l'entraîneur de Chambéry, Philippe Gardent le fait signer. Mais les premiers mois sont difficiles et le club est sur le point de se séparer de lui. Après un dernier essai sur le poste d'ailier droit, il fait alors ses preuves au point de sérieusement concurrencer le titulaire du poste, Guillaume Joli.
Sa prestation est telle que Claude Onesta le convoque en équipe de France pour la première fois le 5 janvier 2008. Après des débuts difficiles, il est retenu pour être la doublure de Luc Abalo à l'aile droite lors du Championnat d'Europe 2008 en Norvège. La France, battue d'un but en demi-finale par les Croates, remporte finalement la médaille de bronze en battant l'Allemagne.
Le 24 août 2008 à Pékin, il devient champion olympique avec l'équipe de France. Remplaçant en début de compétition, il est intégré dans le groupe à la suite de la blessure à la main droite de Jérôme Fernandez lors de la phase préliminaire face à la Croatie.
Cependant il se blesse pendant la saison suivante, le privant d'une équipe de France qu'il retrouvera ponctuellement ensuite, étant souvent à la 3e place dans la « hiérarchie » des ailiers droits de l'Équipe de France, derrière Luc Abalo, un des meilleurs joueurs du moment, et Guillaume Joli, le spécialiste des jets de 7 mètres.
En janvier 2016, il est victime d'une rupture des ligaments croisés à l'entraînement, une blessure qui nécessite généralement 6 à 7 mois d'arrêt. A 34 ans, il pense alors que sa carrière allait s'arrêter net. Mais, au lieu d'une habituelle opération, le chirurgien qui le suit depuis sa première intervention sur le ménisque en 2004 lui préconise plutôt une grosse rééducation et sept semaines plus tard, il est de retour sur les parquets,. Il participe ainsi à la fin de saison avec le club savoyard, marquant notamment à neuf reprises lors de la demi-finale perdue en Coupe EHF.
En mai 2016, en fin de contrat avec Chambéry, il décide de mettre fin à sa carrière.

## Club
- La Chatillonnaise Handball : avant 2000
- Dijon Bourgogne HB : de 2000 à 2002
- Entente Sportive Besançon Masculine : de 2002 à 2003
- HBC Villefranche-en-Beaujolais : de 2003 à 2006
- Chambéry Savoie Handball : de 2006 à 2016

## Palmarès

### Club
sauf précision, le palmarès est acquis avec le Chambéry Savoie Handball
- Champion de France de Division 2 (1) : 2004 (avec HBC Villefranche-en-Beaujolais)
- Vice-Champion de France (5) : 2008, 2009, 2010, 2011, 2012
- Finaliste de la Coupe de la Ligue : 2011
- Trophée des Champions (1) : 2013
  - Finaliste (3) : 2010, 2011 et 2012
- Finaliste de la Coupe de France (2) : 2009, 2011
- Demi-finaliste de la Coupe EHF (1) : 2016

### Sélection nationale
- Jeux olympiques
  -  Médaille d'or aux Jeux olympiques de 2008,  Chine

- Championnat d'Europe
  -  Médaille de bronze au Championnat d'Europe 2008,  Norvège

- Autres
  - Tournoi International de Paris Bercy : 2008

## Récompenses individuelles
- Chevalier de la Légion d'honneur en 2008[6]
- Élu meilleur ailier droit du championnat de France 2007-2008